# Казакевичево
Казаке́вичево (рос. Казакевичево) — село у складі Хабаровського району Хабаровського краю, Росія. Адміністративний центр та єдиний населений пункт Казакевичевського сільського поселення.

## Географія
Розташоване за 40 км на південь від Хабаровська в гирлі річки Уссурі, на початку Амурської протоки на кордоні з Китаєм. Село є місцем дислокації прикордонного загону та кораблів Амурської прикордонної флотилії.
Автомобільна дорога до села починається від мікрорайону Хабаровська Красна Річка або від села Красноріченське (в об'їзд мікрорайону).

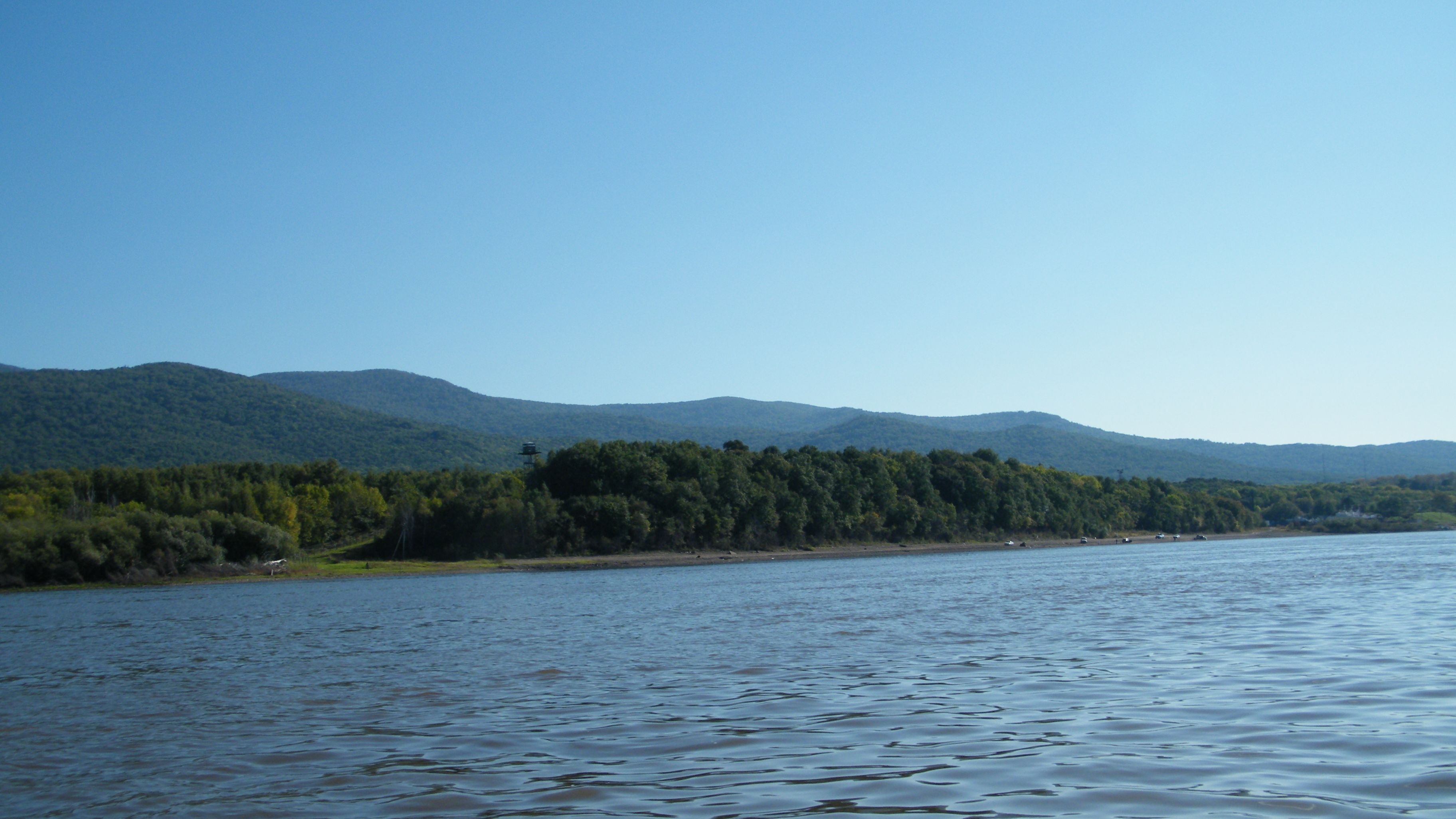
Прикордонна вежа біля села

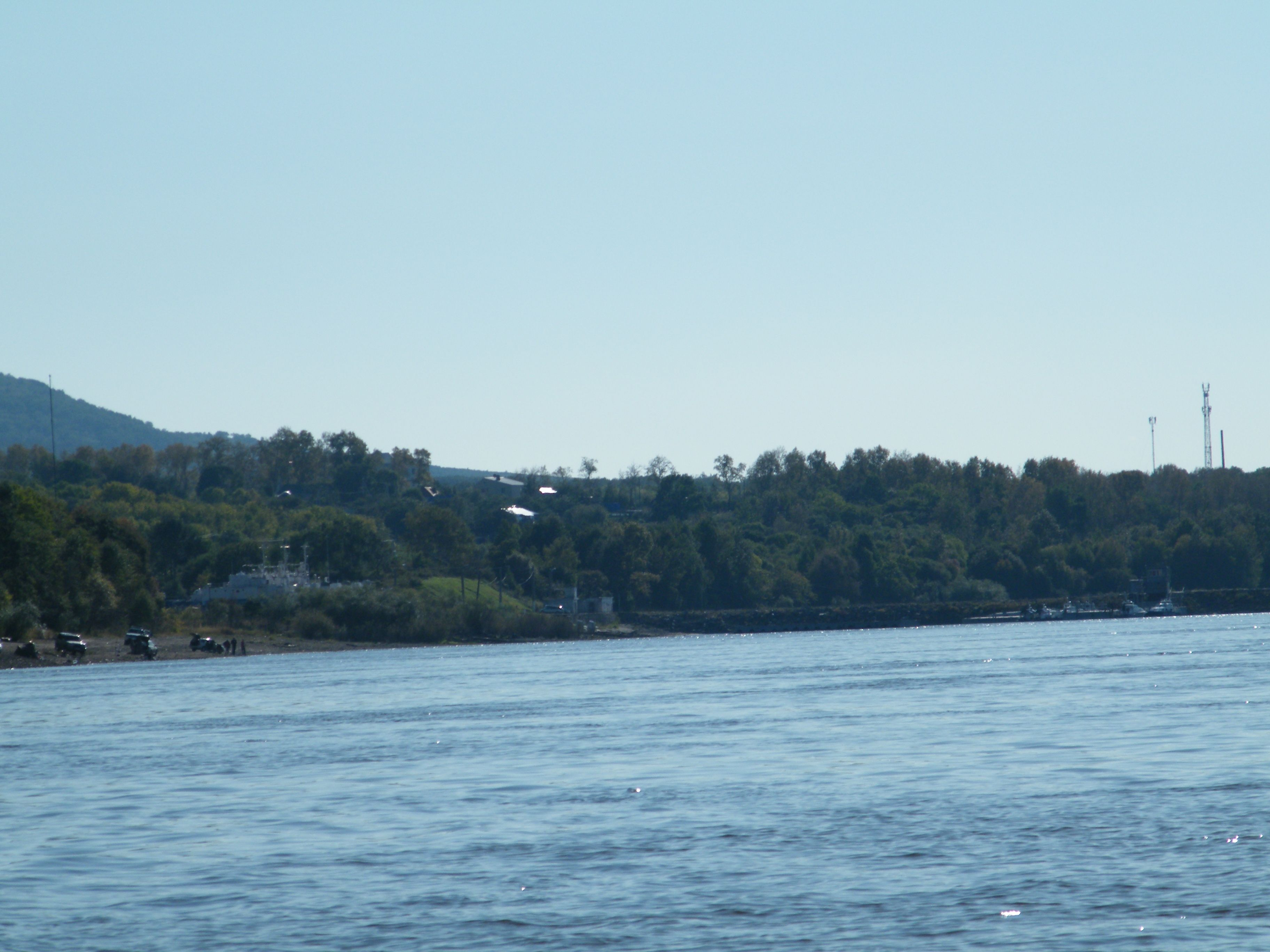
Стоянка кораблів Амурської прикордонної флотилії

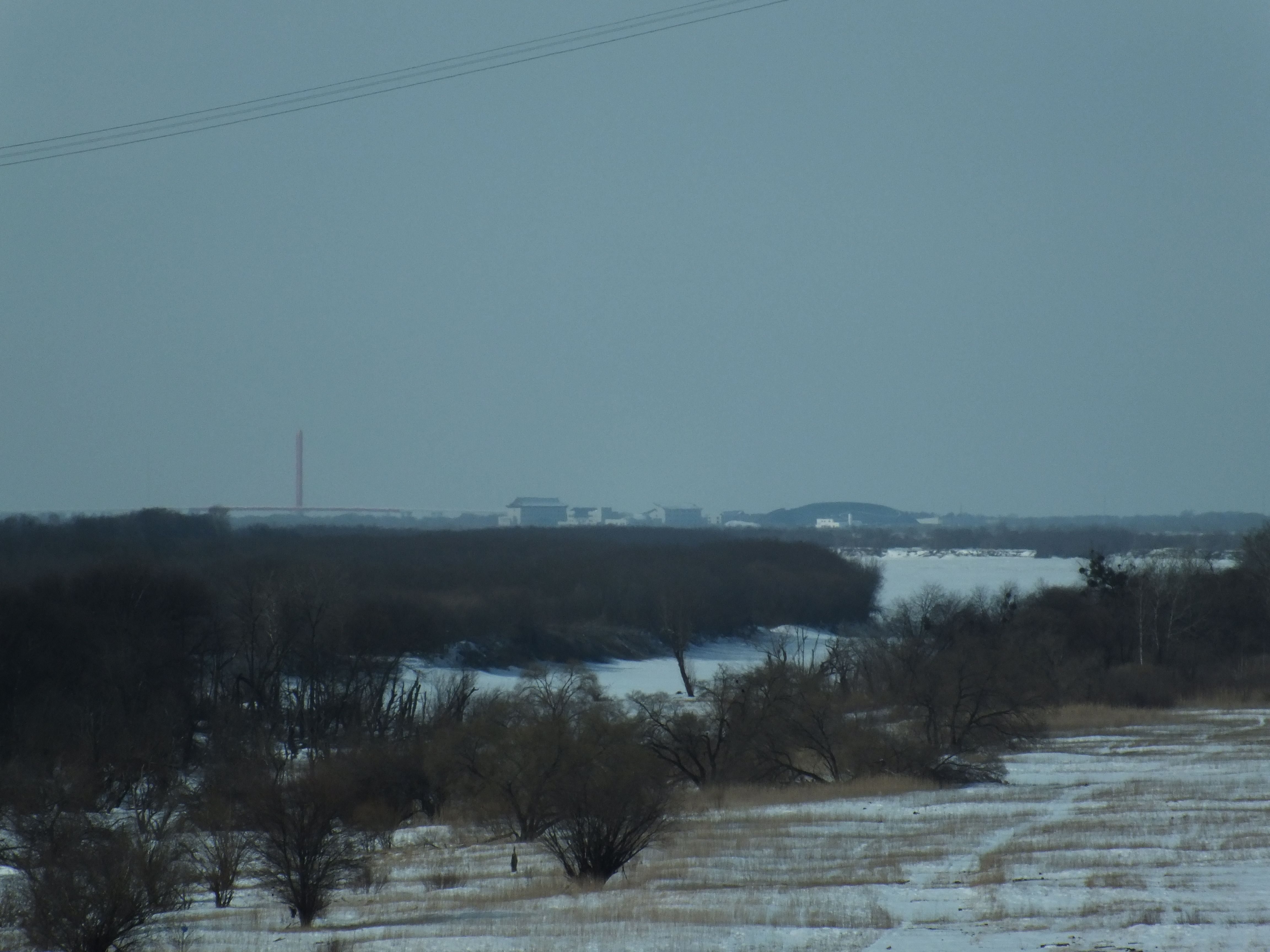
Китайський вантовий міст через протоку Казакевичеву і китайське прикордонне селище. Вид з моста через Амурську протоку

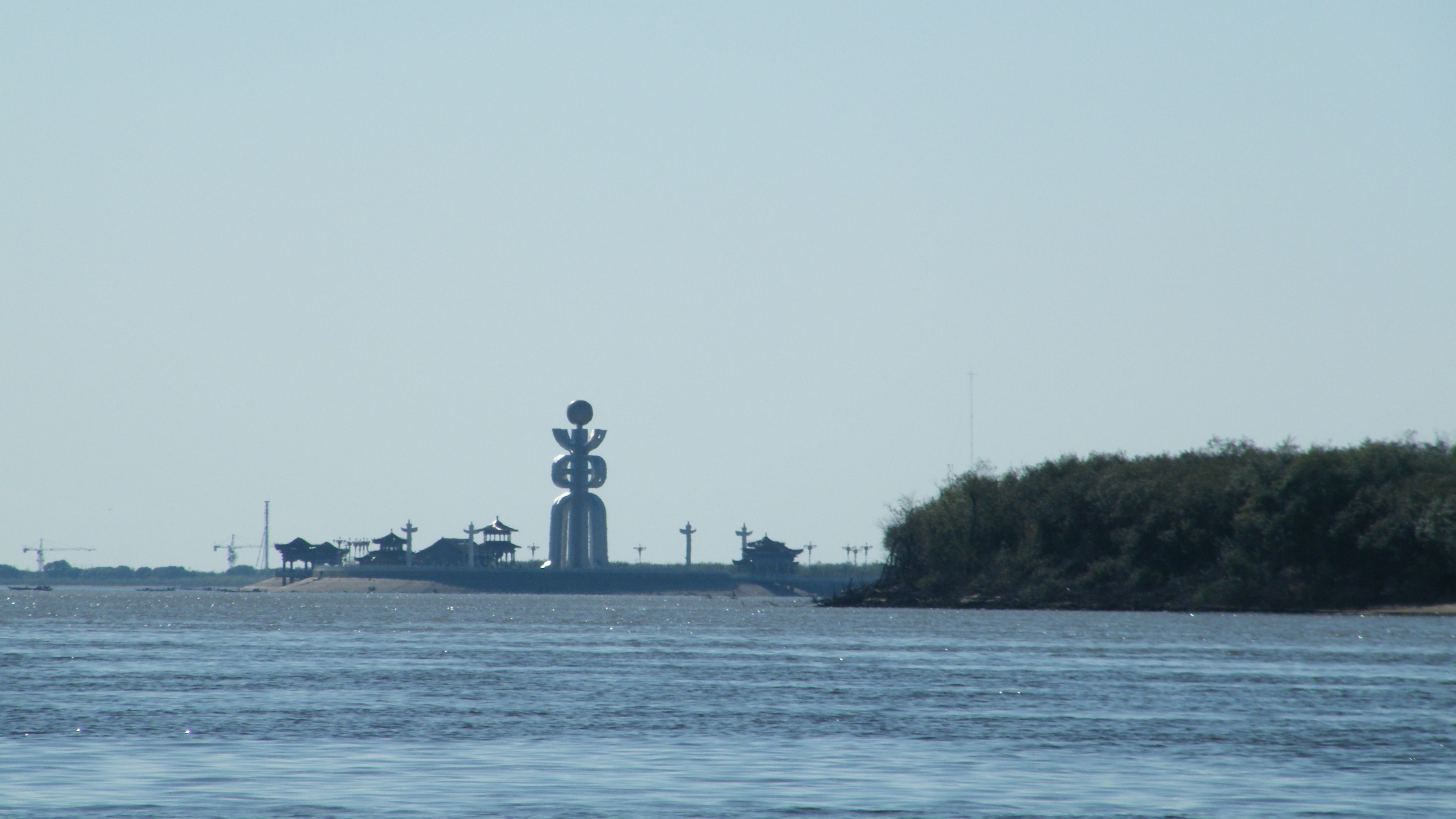
Китайський берег

## Історія
Закладене в 1857 році поруч з селищем гольдів Турме (Фурме) як Усть-Уссурійський. У 1858 році перейменовано на честь адмірала Петра Казакевича, учасника Амурської експедиції під командуванням Геннадія Невельського.
Протягом року будівництво велося силами Сибірського лінійного батальйону під командуванням Якова Дяченка. Станиця поповнювалася козаками із Забайкалля, що сплавлялися з усім господарством на плотах. Згідно закону про «Амурське козацьке військо» з 1860 року офіцери отримували до 400 десятин землі, рядові — по 30.
Казакевичево згадується в багатьох документах того часу. У середині липня 1857 року, ще до прибуття перших переселенців, його відвідав натураліст Густав Радде. Існує опис англійського мандрівника Томаса Аткінсона 1860 року. У 1869 році працювала експедиція натураліста Річарда Маака та етнографа Олександра Брилкіна при комісії картографа Костянтина Будогосського. Ці місця також відвідав Микола Пржевальський і описав життя поселенців через 10 років у книзі рос. «Путешествие в Уссурийском крае 1867—1869 гг.»
З 1889 року, коли було утворено Уссурійське козацьке військо, до нього потрапив і Казакевичевський станичний округ.
В 1897 році почалось будівництво дороги від Хабаровська до Казакевичево.
Під час російської громадянської війни село переходило з рук у руки різних сил. Останній станичний отаман Мартем'ян Васильович Шереметьєв був вбитий Іваном Калмиковим в 1920 році під час стоянки загону. Через село проходив генерал Микола Сахаров, насильно набираючи місцевих мешканців.
У 1922 році в селі остаточно затвердились більшовики.
У 1933 році біля села побудований табір Дальлага, закритий в 1938 році, та заснований колгосп «Червоний прикордонник», у який вступили в тому числі й корейці, що мешкали поруч.
У 1937—39 мешканців піддано репресіям.
У 1941—1949 роках поблизу села діяв т. зв. «млин» (рос. «мельница») чи «ЛЗ» (рос. «ложный кордон», «фальшивий кордон») — фальшива радянська прикордонна застава, «Маньчжурський прикордонний поліцейський піст» та «Повітова японська військова місія». Згідно з планом, радянських громадян, підозрюваних у шпіонажі, відправляли з розвідувальним завданням у «Маньчжурію», де їх арештовували «японці» й погоджувались (або ну погоджувались — у чому й була «перевірка») на співробітництво і розповідали про своє оперативне завдання. На практиці ж у «Маньчжурії» працівники НКВС (окрім японця і китайців група осіб грала роль «білоемігрантів»), «заходами фізичного» й психологічного впливу, що могли тривати тижням, вибивали згоду на співпрацю «з японською розвідкою» й з поверненням «перевірних» осіб на радянську територію їх арештовували згодом засуджуючи до великих термінів ув'язнення чи до розстрілу. Осіб, що здогадалися про справжнє призначення ЛЗ знищували. Згідно документів, через «млин» пройшло близько 130 осіб. Її існування пізніше послужило приводом для зміщення з поста, позбавлення звання та виключення з партії генерал-лейтенанта Павла Федотова. Документ про діяльність «млина» вдалося відсканувати під час «Справи КПРС» відомому дисиденту Володимиру Буковському.
В 1945 році проведена операція з ліквідації японського поста на китайській території в Тютюпає. Після війни в селі працював колгосп ім. Дзержинського.

## Населення
Населення — 824 особи (2010; 1503 у 2002).
Національний склад (станом на 2002 рік):
- росіяни — 87 %

## Пам'ятки
- Шкільний музей села Казакевичево в будівлі Культурно-дозвільного центру.